# Шариф-Эмами, Джафар
Джафар Шариф-Эмами (перс. جعفر شریف‌امامی‎; 9 сентября 1910, Тегеран — 6 июня 1998, Нью-Йорк) — иранский государственный деятель, премьер-министр Ирана (1960—1961 и 1978).
Шариф-Эмами был членом кабинета министров, председателем Сената, президентом «Фонда Пехлеви» и президентом палаты промышленности и шахт Ирана во время правления шаха Мохаммеда Реза Пехлеви.

## Образование
Шариф-Эмами родился в Тегеране в семье священнослужителя, его отец был муллой. После окончания средней школы вместе с 30 её выпускниками был направлен на обучение в Центральную школу Рейхсбана в Кирхмёзере (Бранденбург). В 1930 году, после обучения 18 месяцев стажировки вернулся в Иран, где он начал свою карьеру в качестве мастера на строящейся Трансиранской железной дороге . Одновременно в рамках заочного обучения получил диплом инженера в области электротехники, затем в течение трех лет повышал квалификацию в Швеции.

## Семья
Шариф-Эмами был женат, имел троих детей, двух дочерей и сына.

## Карьера
После того как железная дорога в результате Иранской операции оказалась под контролем британских войск, в 1943 году Шариф-Эмами был на некоторое время арестован по обвинению в связях с Германией. Он содержался под стражей вместе со многими другими членами иранской элиты. После окончания Второй мировой войны был назначен генеральным директором Агентства по орошению. 
В июне 1950 года Шариф-Эмами назначается министром транспорта, а затем министром дорог. После убийства премьер-министра Хадж Али Размара становится противником нового главы кабинета министров Мохаммеда Мосаддыка.
- 1953—1955 гг. — начальник управления планирования,
- 1955—1957 гг. — сенатор,
- 1957—1960 гг. — министр промышленности в правительстве Манучехра Эгбаля[4].

### Членство в Масонской ложе
По распространенным данным, некоторые очень известные и влиятельные политики периода Пехлеви являлись членами масонских лож. В их число входили Хусейн Ала, Манучехр Эгбал и доктор Шариф-Эмами. Также важно отметить, что, во время премьерства М. Эгбаля, одиннадцать членов его кабинета принадлежали к группе «Dowreh», связанному с масонством «Хафез-клубу» . Сам Шариф-Эмами в течение нескольких лет был Великим мастером Великой Ложи Масонов Ирана, что дало ему некоторое неформальное влияние среди политической элиты страны .
Шариф-Эмами имел обширные деловые связи, в том числе в финансовой сфере с принцессой Ашраф Пехлеви. Вступив в масонскую ложу в начале 1960-х гг., Шариф-Эмами еще больше укрепил свои политические и деловые связи и возможность наладить более тесные связи с шахом. По указанию шаха он создал иранскую ложу, в которую вошли около 18 существовавших лож, связанных с масонскими ложами за рубежом, тем самым разорвав их внешние связи и поставив под эффективный контроль тайной полиции САВАК. Как «Великий мастер», Шариф-Эмами сыграл важную роль в том, чтобы поставить иранские масонские ложи на службу шаху, а также сделать его более прибыльной сетью как в политическом, так и в финансовом плане.

### Премьер-министр (август 1960 – май 1961)
Фальсификация властями парламентских выборов, прошедший весной 1960 г., привела к отставке кабинета Манучехра Эгбаля, новым премьером был назначен Шариф-Эмами.
В начале 1961 года были проведены вторые выборы, в которых поддерживаемые режимом партии «Мардом» и «Меллиюн» снова столкнулись с вызовом со стороны «Национального фронта», хотя только лидеру «Национального фронта» Аллаяру Салеху было разрешено участвовать в выборах. Правительство Шарифа-Эмами и 20-й меджлис просуществовали всего несколько месяцев. Аллаяр Салех, избранный от Кашана при поддержке «Национального фронта», протестовал против того, что большинство депутатов были избраны незаконно. Ситуация стала взрывоопасной, когда убийство учителя полицией во время забастовки учителей вызвало массовые демонстрации, и Шариф-Эмами был вынужден уйти в отставку.
В 1964—1978 гг. — президент Сената и глава глава «Фонда Пехлеви». Под его руководством Фонд существенно расширил свою хозяйственную деятельность, осуществляя масштабные инвестиции в промышленные предприятия, гостиницы и казино. Однако сам политик постоянно подозревался в коррупции, связанной с заключением государственных контрактов и вложением инвестиций. В оппозиционной прессе за ним закрепился негативный ярлык «Мистер 5 процентов».

### Премьер-министр (август – ноябрь 1978)
27 августа 1978 года правительство Джамшида Амузегара ушло в отставку, и шах, из-за своих связей с религиозными деятелями новым премьером назначил Шарифа-Эмами и поручил ему сформировать правительство «национального примирения»: страна вернулась к использованию исламского календаря, были амнистированы оппозиционеры, близкие к духовенству, были закрыты казино, упразднена партия «Растахиз», ограничена власть секретной службы САВАК. При этом была повышена заработная плата государственных служащих, что должно было компенсировать инфляционные потери. Однако политический и экономический кризис нарастал. В стране начались массовые демонстрации с призывом свержения шаха и создания исламского государства во главе с аятоллой Хомейни. Вскоре после эскалации насилия и событий так называемой «Черной пятницы» (8 сентября 1978), а также введения военного положения, правительство во главе с Шарифом-Эмани ушло в отставку (5 ноября). Новым премьер-министром стал генерал Голям Реза Азхари.

## Победа революции 1979 года и эмиграция
После победы в Иране Исламской революции Шариф-Эмами жил в эмиграции в Нью-Йорке, где и скончался 16 июня 1998 года.